# مقاطعة ساغواتش (كولورادو)
مقاطعة ساغواتش (بالإنجليزية: Saguache County) هي إحدى مقاطعات ولاية كولورادو في الولايات المتحدة الأمريكية.